# Pyramimonadophyceae
Pyramimonadophyceae é uma classe de algas verdes pertencente à divisão Chlorophyta.